# Jurij Razuwajew
Jurij Siergiejewicz Razuwajew, ros. Юрий Сергеевич Разуваев (ur. 10 października 1945 w Moskwie, zm. 21 marca 2012) – rosyjski szachista i trener szachowy (FIDE Senior Trainer od 2004), arcymistrz od 1976 roku. Z wykształcenia był historykiem.

## Kariera szachowa
W 1971 r. podzielił I miejsce w turnieju młodych mistrzów radzieckich. W 1984 r. wystąpił w drugim meczu ZSRR – reszta świata, remisując na VIII szachownicy 2 – 2 z Robertem Hübnerem. W czasie swojej kariery zwyciężył lub podzielił I miejsca m.in. w: Dubnej (1979), Polanicy-Zdroju (memoriał Akiby Rubinsteina, 1979), Keszthely (1981), Dortmundzie (1985), Jurmale (1987), Starým Smokovcu (1990), Reykjavíku (1990), Genewie (1993) oraz w Reggio Emilii (1995/96).
Najwyższy ranking w karierze osiągnął 1 lipca 1991 r., za wynikiem 2590 punktów dzielił wówczas 44-50. miejsce na światowej liście FIDE, jednocześnie dzieląc 23-26. miejsce wśród szachistów radzieckich.
Od 2002 r. nie brał udziału w turniejach klasyfikowanych przez Międzynarodową Federację Szachową.